# Bathynomus miyarei
Bathynomus miyarei is een pissebed uit de familie Cirolanidae. De wetenschappelijke naam van de soort is voor het eerst geldig gepubliceerd in 1978 door Lemos de Castro.